# اوکانر
اوکانر (O'Connor) یک نام خانوادگی ایرلندی‌الاصل است و ممکن است به یکی از موارد زیر اشاره داشته باشد:
- آدریان اوکانر
- اونا اوکانر (بازیگر)
- برایان دی اوکانر
- دانالد اوکانر
- رنی اوکانر
- سندرا دی اوکانر
- شینید اوکانر
- فرانک اوکانر
- فلانری اوکانر
- کارولین اوکانر (بازیگر)
- کرول اوکانر
- گاوین اوکانر
- هیزل اوکانر
- جاش اوکانر